# Чиово
Чиово је острво у средњој Далмацији.
Пружа се у смеру исток – запад и својим положајем затвара Каштелански залив. Простире се на површини од 28,8 km², дуг је 14,3 km, а широк 4,3 km. Острво је брдовито са највишим врхом Рудине са 218 m. Од рта Марјана на копну Чиово је удаљено 2 km, а са Трогиром је повезано покретним мостом.
Чиово је грађено од кречњака, покривено ниским средоземним грмљем које је местимично прошарано боровом шумом. Познато је по својој средоземној клими, архипелагу малих сликовитих острваца, безбројним скривеним залевима и плажама.
На острву је према последњем попису живео 6.071 становник. На најсевернијем делу налази се јужни део града Трогира, а остала насеља су Арбанија и Слатине на североисточној обали, Жедно у унутрашњости и Округ Горњи и Доњи на западној обали.
Романски назив за острво је Буа, Боа, Баво и Бабуса и вероватно је илирског порекла. Друго име за острво Caput Jovis, из којег се изводи данашњи назив Чиово. По П. Скоку име Чиово је изведено од властитог имена Чих.
У ували Салдун налази се бродоградилиште, основано 1920. године за градњу и поправку дрвених бродова. После Другог светског рата бродоградилиште се потпуно оспособило за рад у железу. Године 1954. изграђено је ново бродоградилиште. У пространим увалама острва (Салдун, Моварштица) после 1960. изграђено је много кућа за одмор, што је био почетак туризма на овим просторима. Ривијера Округ удаљена је само 4 км од центра Трогира, то је најпопуларније туристичко одредиште на подручју Трогира.

## Историја
Острво је било насељенио у доба Римљана. У раном средњем веку готово је ненасељен. Године 1461. помињу се насеља Жедно и Округ. Доласком Турака део становника са копна бежи на Чиово. Трогирани су се сместили у насељу Чиово, а избеглице с копна у унутрашњост у унутрашњост острва. У XV веку подигнут је доминикански самоста Светог Крижа.

## Археолошка налазишта
Међу скромним античким остацима занимљива су два гроба са бронзаним печатом на сребрном новцу и каменим натписом, као и више делова саркофага од којих су неки у слатинској луци где су на том месту били локални каменоломи и клесарске радионице. Познати су и остаци стрих црквива Светог Петра у ували Супетар и Светог Мауна у ували Моварштица.